# Mutatá
Mutatá ist eine Gemeinde (municipio) im Departamento Antioquia in Kolumbien.

## Geographie
Mutatá liegt in der Subregion Urabá in Antioquia 358 km von Medellín entfernt auf einer Höhe von ungefähr 75 m ü. NN und hat eine Durchschnittstemperatur von 28 °C. An die Gemeinde grenzen im Norden Chigorodó und Turbo, im Süden Dabeiba, im Westen Riosucio in Chocó und im Osten Ituango sowie Tierralta in Córdoba.

## Bevölkerung
Die Gemeinde Mutatá hat 14.838 Einwohner, von denen 6101 im städtischen Teil (cabecera municipal) der Gemeinde leben (Stand: 2022).

## Geschichte
Mutatá entstand ab etwa 1850 durch die Besiedlung von Menschen, die auf der Suche nach Steinnüssen waren oder Bergbau betreiben wollten. Der ursprünglich Name lautete Pavarandocito. Mutatá erhielt 1887 den Status einer Gemeinde.

## Wirtschaft
Der wichtigste Wirtschaftszweig von Mutatá ist die Landwirtschaft. Es werden insbesondere Maniok und Ananas angebaut. Es wird ein Potential bei der Entwicklung von Ökotourismus gesehen.